# Guerra di Vandea (1815)
La guerra di Vandea del 1815 (detta anche quarta guerra di Vandea) fu una rivolta civile guidata dai legittimisti dopo i Cento Giorni di Napoleone. L'insurrezione riguardò la Bretagna, il Maine, l'Angiò, il Poitou e la Loira inferiore nonché alcune zone della Vandea da cui prese il nome.

## Preludio

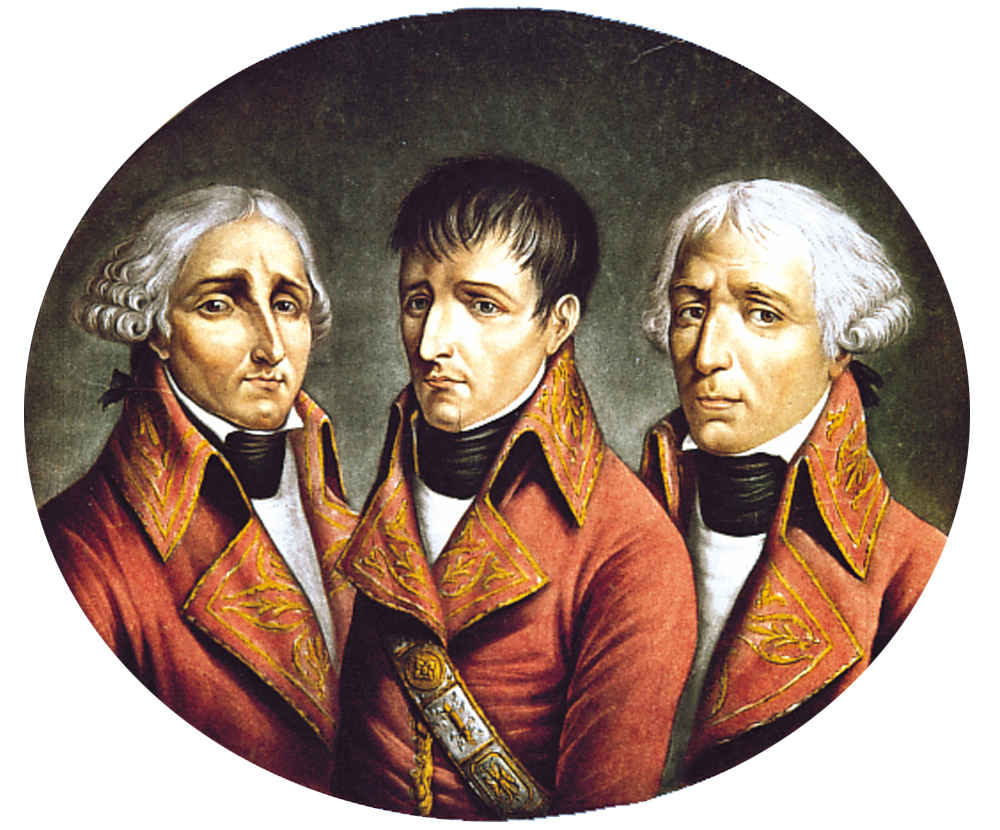
I tre consoli da sinistra: Cambacérès, Bonaparte e Lebrun

Dopo la terza guerra di Vandea, la situazione politica francese era cambiata: Napoleone Bonaparte il 9 novembre 1799 mise fine al Direttorio, e con esso chiuse la fase della Rivoluzione francese. Napoleone, chiuso il Direttorio, instaurò il Consolato, si proclamò  primo console e nominò altri due consoli, Emmanuel Joseph Sieyès e Roger Ducos, che governarono provvisoriamente fino al 1º gennaio 1800, giorno in cui entrò in vigore ufficialmente il consolato. In quell'occasione Napoleone sostituì i due consoli provvisori con Jean-Jacques Régis de Cambacérès e Charles-François Lebrun.

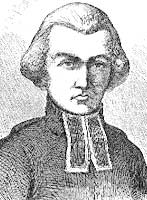
Labbé Bernier

Durante il consolato, si cercò di ristabilire la pace sia all'interno del paese che all'esterno: venne posta fine alla terza guerra di Vandea acconsentendo alle richieste dei vandeani; furono riallacciati i rapporti con lo Stato Pontificio, con il Concordato del 1801 e per facilitare quell'accordo, Napoleone inviò come rappresentante francese, insieme ai consoli, anche il sacerdote, ex-capo vandeano, Étienne-Alexandre Bernier (detto abbé Bernier); fu firmato nel 1802 il trattato di Amiens con il quale si stabilì la pace tra Gran Bretagna e Francia; venne messa fine alla Seconda coalizione e anche il Regno di Napoli, l'Impero russo e l'Impero austriaco iniziarono a trattare la pace.
Il periodo del consolato terminò con il plebiscito del 6 novembre 1804 con il quale si conferì al primo console il titolo di "imperatore dei francesi": Napoleone divenne quindi imperatore e instaurò il Primo Impero francese. Con l'impero riprese la sua politica di espansione occupando gran parte dell'Europa e affidando alcuni regni a suoi parenti, ma a causa delle sconfitte militari subite e di problemi interni che indebolirono il suo potere, venne sconfitto dalla Sesta coalizione e mandato in esilio.
Così il 6 aprile 1814 Luigi XVIII tornò sul trono e restaurò la monarchia. Napoleone tornò poi dal suo esilio e prese nuovamente il potere per i cosiddetti "Cento giorni" il 20 marzo 1815, e in quell' occasione i vandeani riorganizzarono l'Esercito cattolico e reale e insorsero per la quarta volta.

## La guerra

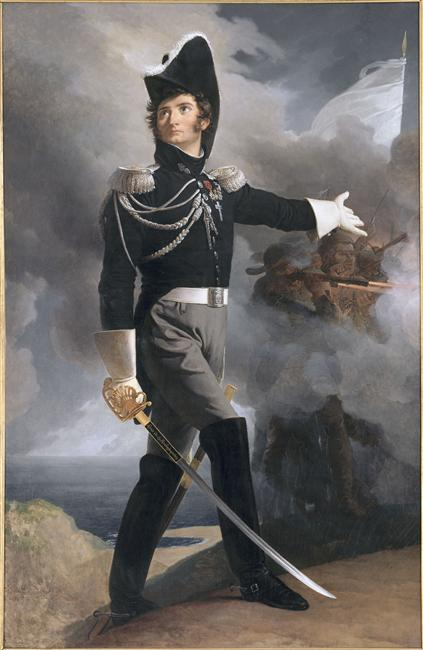
Louis de La Rochejaquelein

Nel marzo 1813 il fratello minore di Henri de La Rochejaquelein, Louis, tentò varie volte di dare inizio all'insurrezione, ma dal 1813 al 1814 (anno in cui Luigi XVIII divenne re di Francia) non riuscì a concretizzare il suo intento, così come si era realizzato negli anni precedenti.
Bisognerà aspettare due anni per lo scoppio della quarta guerra di Vandea. Il 11 marzo 1815 d'Autichamp e Suzannet, a seguito di una riunione insieme ad altri capi vandeani, tenuta nei pressi di Nantes, ordinarono l'insurrezione della "Vandea Militare" per il 15 marzo.
Il 15 maggio Suzannet raccolse 5 000 uomini a Legé e su altrettanti poteva contare d'Autichamp a Jallais. Sapinaud ne raccolse 4 000 a Herbiers, mentre Auguste de La Rochejaquelein (fratello di Henri e Louis) ne aveva 2 000 a Aubiers. Nel frattempo Louis de La Rochejaquelein e alcuni fedelissimi scortarono Luigi XVIII prima a Gand, in Belgio e poi direttamente in Gran Bretagna; ritornò in Francia il 16 maggio sbarcando a Saint-Gilles-sur-Vie, mettendo in fuga i 200 uomini che la presidiavano e portando con sé molte armi e munizioni che distribuì agli insorti.
Napoleone mandò quindi il generale Travot per combattere i vandeani, e il 19 maggio Travot attaccò una colonna vandeana a L'Aiguillon, composta da carri di munizioni e armi; il combattimento si svolse in un Bocage cosa che favorì i vandeani, che respinsero le truppe regolari di Travot. Il generale francese si prese la rivincita il 20 maggio, attaccando di notte l'accampamento vandeano nei pressi di Aizenay, nonostante si trovasse in netta inferiorità numerica. Nel combattimento riuscì a uccidere diversi vandeani e alcuni comandanti tra cui il nipote di Charette, Ludovic.
Il 19 maggio tutti i capi vandeani si riunirono a Palluau e dopo quasi vent'anni dall'ultima volta, elessero un nuovo generalissimo dell'Esercito cattolico e reale. La scelta cadde su Louis de La Rochejaquelein, in quanto iniziatore di quella nuova insurrezione. Anche in quell'occasione non mancarono le liti interne fra i comandanti vandeani. Il 29 maggio tutti gli eserciti vandeani si sarebbero dovuti incontrare a Soullans per cercare di darsi una  migliore organizzazione, ma furono presenti solo Sapinaud e Auguste de La Rochejaquelein, perché Suzannet venne fermato da una colonna imperiale, mentre i generali Malartie, Flavigny e Béraudière accettarono l'armistizio offerto da Joseph Fouché e si fermarono a Falleron.
Napoleone chiese poi loro di proporre agli altri capi vandeani la resa e questi obbedirono inviando a Louis de La Rochejaquelein una lettera il 31 maggio, con la quale tentarono di scoraggiare il generale vandeano, affermando che sarebbero arrivate altre truppe imperiali a rinforzo e che per quanto li riguardava essi non avrebbero più combattuto. Anche altri capi vandeani erano favorevoli a un accordo con il governo, ma La Rochejaquelein rifiutò ogni compromesso e in risposta il 2 giugno fece attraccare a Croix-de-Vie (oggi Saint-Gilles-Croix-de-Vie) delle navi britanniche che giunsero a portare rinforzi e rifornimenti. La Rochejaquelein venne anche informato dai comandanti britannici che si stava avvicinando una colonna del generale Travot che sfilò accanto all'esercito di Suzannet senza che questi l'attaccasse.
Arrivati a Saint-Gilles, gli imperiali fecero fucilare i vandeani che presidiavano la città per proteggere lo sbarco e caricarono le truppe di La Rochejaquelein, che nel frattempo continuò a fare scaricare le navi. La battaglia durò un paio di giorni, poi La Rochejaquelein preferì fermare lo sbarco e ripiegare per prepararsi allo scontro con Travot. Il 5 giugno il generale Estève entrò in contatto con l'esercito di La Rochajaquelein nelle paludi nei pressi di Saint-Hilaire-de-Riez. La battaglia non fu particolarmente dura e nessuna delle due fazioni uscì vincitrice, tuttavia Louis de La Rochejaquelein venne ucciso e Auguste ferito, e i vandeani, che  non si accorsero della morte del loro generalissimo, si ritirano in ordine.
Anche se la guerra sembrava volgere al termine, si cercò comunque di prolungarla il più possibile. Venne infatti eletto come nuovo generalissimo Charles Sapinaud e gli scontri continuarono fino alla battaglia decisiva avvenuta il 21 giugno: Suzannet si scontrò con il generale Lamarque a Rocheservière, dove morì prima che la battaglia avesse inizio, colpito da un proiettile vagante. Lamarque non ebbe poi difficoltà a disperdere gli uomini di Suzannet, quindi prese Boulogne e Thouars.
Il 24 giugno 1815 fu firmato l'armistizio a Tessoualle, vicino a Cholet. Il giorno successivo si seppe della sconfitta di Napoleone a Waterloo (avvenuta il 18 giugno 1815), che determinò la fine del regno di Napoleone. Nonostante tutto, erano ugualmente riusciti ad aiutare Luigi XVIII a salire al trono.